# Cao Xương
Cao Xương (tiếng Trung: 高昌; bính âm: Gāochāng), cũng gọi là Qara-hoja hay Kara-Khoja (قاراھوجا trong tiếng Duy Ngô Nhĩ), là khu vực từng tồn tại một thành phố ốc đảo được xây dựng tại rìa phía bắc của sa mạc Taklamakan tại Tân Cương, Trung Quốc. Địa điểm này cũng được biết tới với các tên gọi Chotscho, Khocho, Qocho, hay Qočo. Vào thời nhà Minh và nhà Thanh, Cao Xương được gọi là "Cáp Lạp Hòa Trác" (哈拉和卓) (Qara-khoja) và Hỏa Châu.
Cao Xương là một trung tâm thương mại sầm uất, là một điểm dừng chân của các thương nhân trên Con đường tơ lụa. Thành bị phá hủy do chiến tranh vào thế kỷ 14, các tàn tích cung điện cổ xưa và các phần thành nội và thành ngoại vẫn có thể trông thấy cho đến tận ngày nay. Các di tích nằm cách 30 km về phía đông nam của thành phố Turfan (Thổ Lỗ Phồn). Gần Cao Xương là các lăng mộ Astana.

## Lịch sử

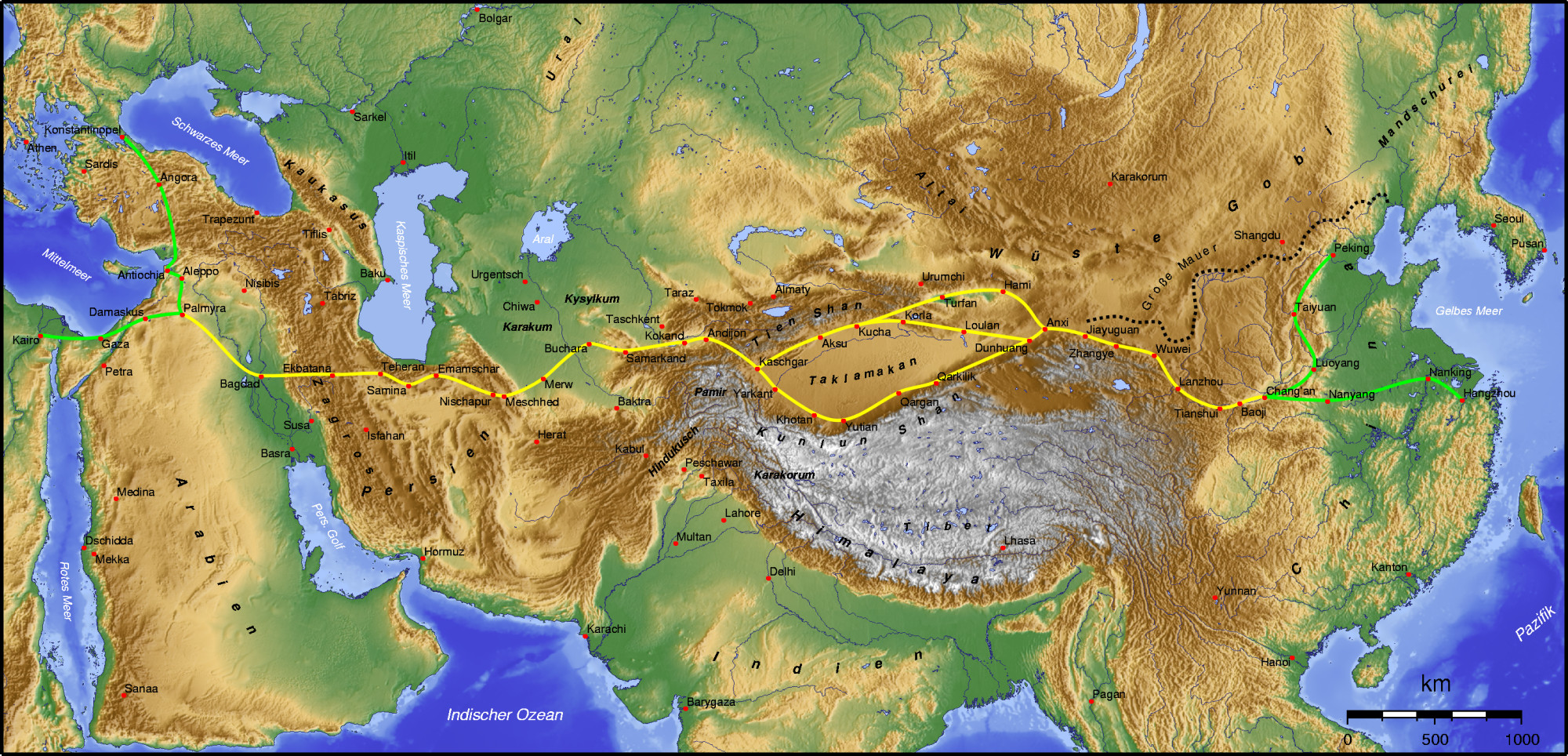
Vị trí của Cao Xương (gần Turfan) trên Con đường tơ lụa.

Cao Xương nằm thuộc khu tự trị Tân Cương, 30 km từ Turfan. Những di tích khảo cổ học nằm ở bên ngoài đô thị tại một địa điểm ban đầu được các cư dân địa phương gọi là Idykut-schari hay Idikutschari. Các di tích nghệ thuật của thành phố đã được Albert von Le Coq công bố. Cao Xương được một số nguồn coi là "thuộc địa của Trung Quốc".

### Xa Sư và quận của người Hán
Những cư dân đầu tiên sống tại khu vực là người Nguyệt Chi. Thời nhà Hán, khu vực xung quanh Turfan được mô tả là do người Xa Sư chiếm giữ, việc kiểm soát chịu ảnh hưởng từ người Hán và Hung Nô.
Cao Xương được xây dựng vào thế kỷ thứ 1 TCN, đây là một địa điểm quan trọng của Con đường tơ lụa. Nó đóng vai trò quan trọng với vị thế của một trung tâm giao thương phía tây Trung Quốc. Vương quốc Xa Sư đã mời nhà Hán tiếp quản và cam kết rằng sẽ trung thành. Năm 327, Cao Xương quận được Tiền Lương thành lập và nằm dưới quyền Trương Quỹ (張軌), Tiền Lương thiết lập quân đồn trú và tổ chức phân chia khu vực thành các địa phương. Người Hán từ hành lang Hà Tây và Trung Nguyên cũng đến định cư tại khu vực.
Sau khi triều Tây Tấn bị sụp đổ, khu vực phía Bắc Trung Quốc bị phân liệt thành nhiều nước, bao gồm các ốc đảo ở Trung Á. Những nước từng cai quản Cao Xương gồm Tiền Lương, Tiền Tần, Hậu Lương, Tây Lương và Bắc Lương với vị thế là một phần của một quận. Năm 383, tướng Lã Quang của Tiền Tần nắm quyền kiểm soát khu vực. Năm 439, tàn dư của Bắc Lương do Thư Cừ Vô Húy (沮渠無諱) và Thư Cừ An Chu (沮渠安周) lãnh đạo đã đào thoát đến Cao Xương, họ nắm giữa quyền lực tại đây cho đến năm 460, khi người Nhu Nhiên (Avar) đến chinh phục.

### Nhu Nhiên, Cao Xa và Đột Quyết

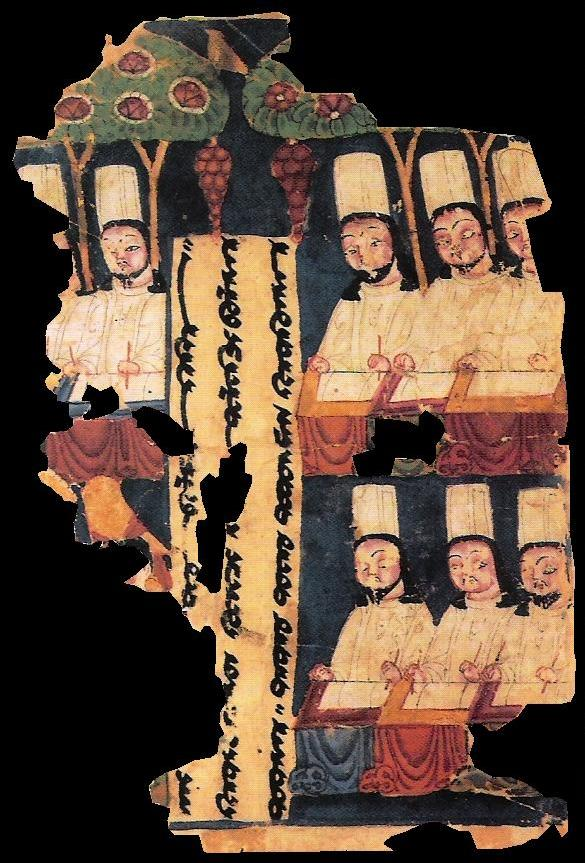
Các linh mục Mani giáo đang viết trên bàn. bản vẽ từ Qocho. thế kỷ 8/9

Từ giữa thế kỷ 5 đến giữa thế kỷ 7, tại bồn địa Turpan nhỏ hẹp đã tồn tại bốn triều đại khác nhau. Đó là Hám thị, Trương thị, Mã thị và Khúc thị.
Vào lúc người Nhu Nhiên chinh phục, có trên mười nghìn hộ người Hán tại Cao Xương. Người Nhu Nhiên (Avar) có căn cứ tại Mông Cổ, đã chọn một người Hán tên là Hám Bá Chu (闞伯周) làm vua của Cao Xương vào năm 460, từ đó Cao Xương trở thành một vương quốc chư hầu của hãn quốc Nhu Nhiên. Họ Hám phụ thuộc vào sự ủng hộ của Nhu Nhiên.
Sau đó Cao Xa (高車) đã nổi lên và thách thức quyền lực của Nhu Nhiên tại lòng chảo Tarim. Vua Cao Xa là A Phục Chí La (阿伏至羅) đã giết chết vua Cao Xương là Cao Thủ Quy. và lập một người Hán đến từ Đôn Hoàng, tên là Trương Mạnh Minh, làm vua chư hầu của Cao Xương. Cao Xương do vậy bị Cao Xa thống trị.
Sau đó, Trương Hán Minh bị giết chết trong một cuộc nổi dậy của người Cao Xương và Mã Nho (馬儒) lên ngôi vua. Năm 501, Mã Nho lại bị lật đổ và bị giết, người dân Cao Xương chọn Khúc Gia (麴嘉) ở Tấn Thành làm vua. Khúc Gia tới từ Trung huyện của Kim Thành quận (tương ứng với Lan Châu ngày nay) Khúc Gia ban đầu cam kết trung thành với Nhu Nhiên, nhưng người Cao Xa đã giết chết khả hãn Nhu Nhiên không lâu sau đó, và ông đã phải quay sang thần phục Nhu Nhiên. Dưới thời trị vì của Khúc thị, các gia tộc hùng mạnh đã có các mối quan hệ hôn nhân với nhau và cùng thống trị vương quốc. Sau đó, khi người Đột Quyết trở thành thế lực tối cao trong khu vực, triều đại nhà họ Khúc ở Cao Xương lại trở thành một chư hầu của Đột Quyết.

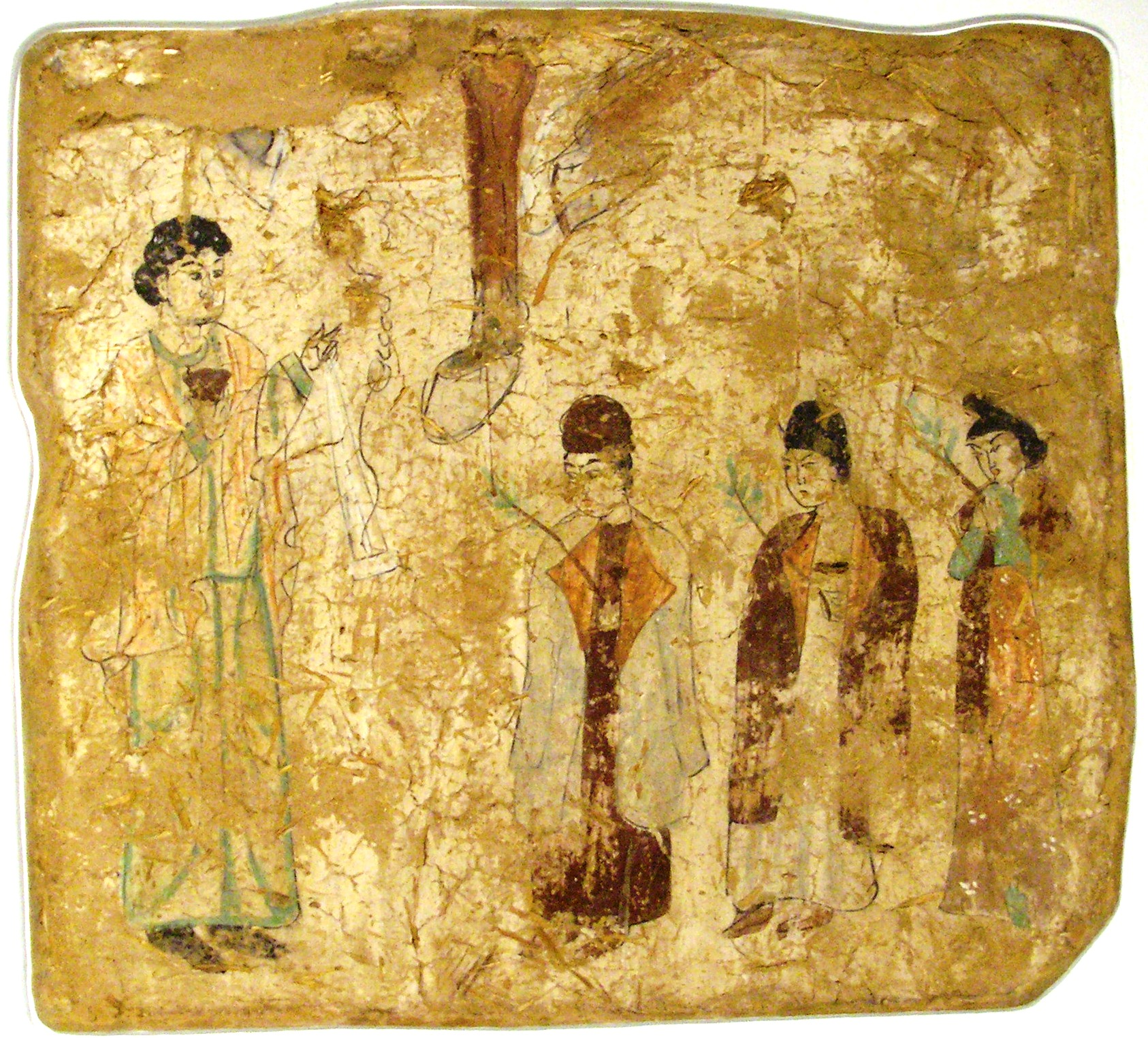
Một bức họa trên tường một nhà thờ Cảnh giáo, Qocho 683–770

### Nhà Đường
Năm 640, Cao Xương bị nhà Đường thôn tính và trở thành một phần của Tây Châu (西州). Trước khi người Hán tiến đánh Cao Xương, vương quốc là trở ngại cho Đường khi tiếp cận Tarim và Transoxiania.
Vào năm thứ hai dưới sự trị vì của Đường Thái Tông (628), nhà sư Huyền Trang đã đi qua Cao Xương. Vào năm thứ 13 dưới sự trị vì của Đường Thái Tông (640), Cao Xương huyện được thành lập. Dưới thời cai trị của nhà Đường, dân cư tại Cao Xương gồm có người Hán Túc Đặc và người bản địa.
Nhà Đường bị suy yếu nghiêm trọng sau Loạn An Sử, vào năm 755, triều đình đã buộc phải rút các binh sĩ ra khỏi khu vực. Ban đầu, quyền thống trị khu vực rơi vào tay Thổ Phồn của người Tạng, song cuối cùng lại về tay Hồi Cốt của người Duy Ngô Nhĩ vào năm 803, những người này gọi khu vực là Kocho (Qocho).

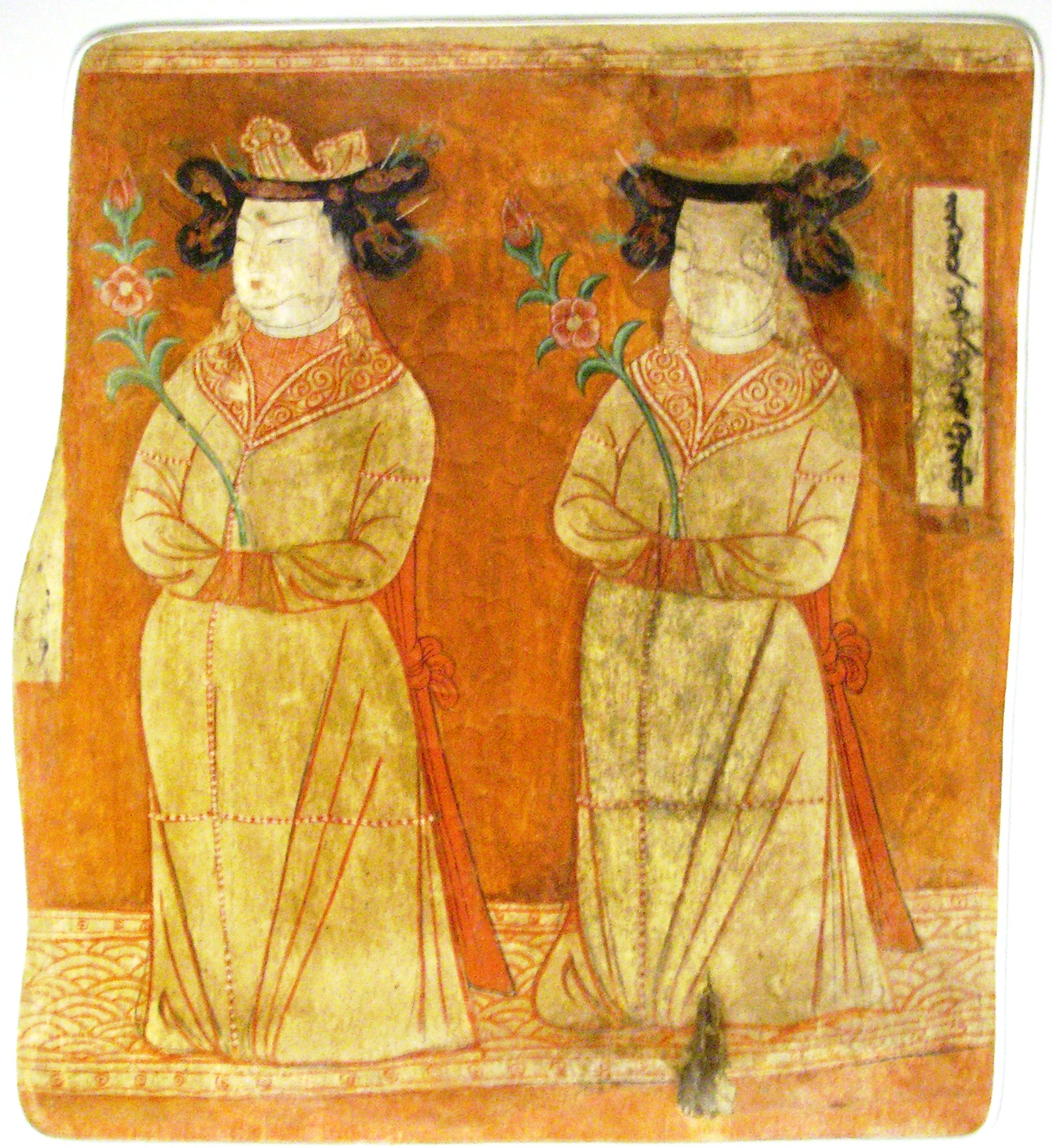
Các công chúa Hồi Cốt, hang 9, bức họa trên tường tại các hang Bezeklik.

### Cao Xương Hồi Cốt
Người Duy Ngô Nhĩ sau khi bị Kirghiz xâm chiếm đã di cư về phía tây, sau năm 840 họ thống trị Cao Xương. Người Duy Ngô Nhĩ lập nên Cao Xương Hồi Cốt (Kara-Khoja) vào năm 850. Cư dân Qocho có các đức tin Phật giáo, Mani giáo và Cảnh giáo. Người Duy Ngô Nhĩ đã cải sang Phật giáo và đã bảo trợ cho việc xây dựng các động chùa gần Thiên Phật động Bezeklik nơi có thể trông thấy các mô tả về những người đã bảo trợ cho việc xây dựng. Các vị vua Phật giáo Duy Ngô Nhĩ gọi mình là idiqut, duy trì lối sống du mục, cư trú tại Qocho vào mùa đông, song vào mùa hè, họ chuyển đến nơi mát mẻ hơn là Bishbalik gần Urumqi.
Cao Xương Hồi Cốt về sau trở thành một chư hầu của Tây Liêu. Tuy nhiên vào năm 1209, idiqut Barchuq đã dâng quyền thống trị vương quốc cho Thành Cát Tư Hãn, và đã đích thân đến chỗ Thành Cát Tư Hãn với số đồ cống khá lớn khi được yêu cầu vào năm 1211. Người Duy Ngô Nhĩ trở thành những người phục vụ cho đế quốc Mông Cổ, sau đó là nhà Nguyên tại Trung Quốc. Nhiều người Duy Ngô Nhĩ đã trở thành các quan lại của đế quốc và chữ Duy Ngô Nhĩ đã được sửa đổi để người Mông Cổ sử dụng làm chữ viết của mình. Khu vực Cao Xương bị quân Mông Cổ của Sát Hợp Đài hãn quốc bao vây từ năm 1275 đến 1318 với 120.000 lính. Sau khi bị phá hủy, thành phố chưa từng được xây dựng lại.

## Quân chủ
- Hám thị

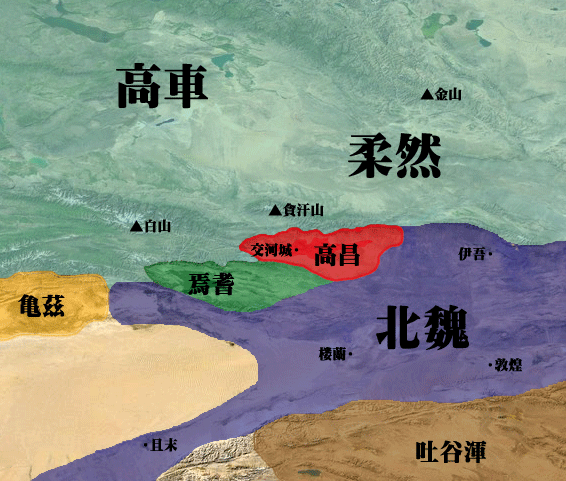
Lãnh thổ Cao Xương (高昌, màu đỏ) thế kỷ thứ 5 (Bắc Ngụy)

  - Hám Bá Chu (闞伯周) (tại vị 460—khoảng 477)
  - Hám Nghĩa Thành (闞義成) (tại vị 477— khoảng 478), con trai Bá Chu
  - Hám Thủ Quy (闞首歸) (tại vị 478—khoảng 488 hoặc 491)
- Trương thị
  - Trương Mạnh Minh (張孟明) (tại vị 488 hoặc 491—khoảng 496)
- Mã thị
  - Mã Nho (馬儒) (khoảng 496—501)
- Khúc thị

| Tên                     | Xuất thân và quan hệ                        | Tại vị                   | Niên hiệu                                                                          |
| ----------------------- | ------------------------------------------- | ------------------------ | ---------------------------------------------------------------------------------- |
| Khúc Gia (麴嘉)         | Người Hán di cư về phía tây thời Vương Mãng | 501 hoặc 502— khoảng 525 | Thừa Bình (承平) 501 hoặc 502—509 hoặc 510 Nghĩa Hi (義熙) 510 hoặc 511—khoảng 525 |
| Khúc Quang (麴光)       | con trai Khúc Gia                           | khoảng 525— khoảng 530   | Cam Lộ (甘露) khoảng 525— khoảng 530                                               |
| Khúc Kiên (麴堅)        | con trai Khúc Gia, em trai Khúc Quang       | 531—548                  | Chương Hòa (章和) 531—548                                                          |
| Khúc Huyền Hỉ (麴玄喜)  | con trai Khúc Kiên                          | 549—550                  | Vĩnh Bình (永平) 549—550                                                           |
| họ Khúc (không rõ tên)  | con trai Khúc Huyền Hỉ                      | 551—554                  | Hòa Bình (和平) 551—554                                                            |
| Khúc Bảo Mậu (麴寶茂)   | con trai Hòa Bình Vương                     | 555—560                  | Kiến Xương (建昌) 555—560                                                          |
| Khúc Càn Cố (麴乾固)    | con trai Khúc Bảo Mậu                       | 561—601                  | Diên Xương (延昌) 561—601                                                          |
| Khúc Bá Nhã (麴伯雅)    | con trai Khúc Càn Cố                        | 602—613 phục vị: 620—623 | Diên Hòa (延和) 602—613 Trùng Quang (重光) 620—623                                 |
| họ Khúc (không rõ tên)  | không rõ, tiến hành chính biến và lên ngôi  | 614—619                  | Nghĩa Hòa (義和) 614—619                                                           |
| Khúc Văn Thái (麴文泰)  | con trai Khúc Bá Nhã                        | 624—640                  | Diên Thọ (延壽) 624—640                                                            |
| Khúc Trí Thịnh (麴智盛) | con trai Khúc Văn Thái                      | 640                      | không                                                                              |

## Thư viện ảnh

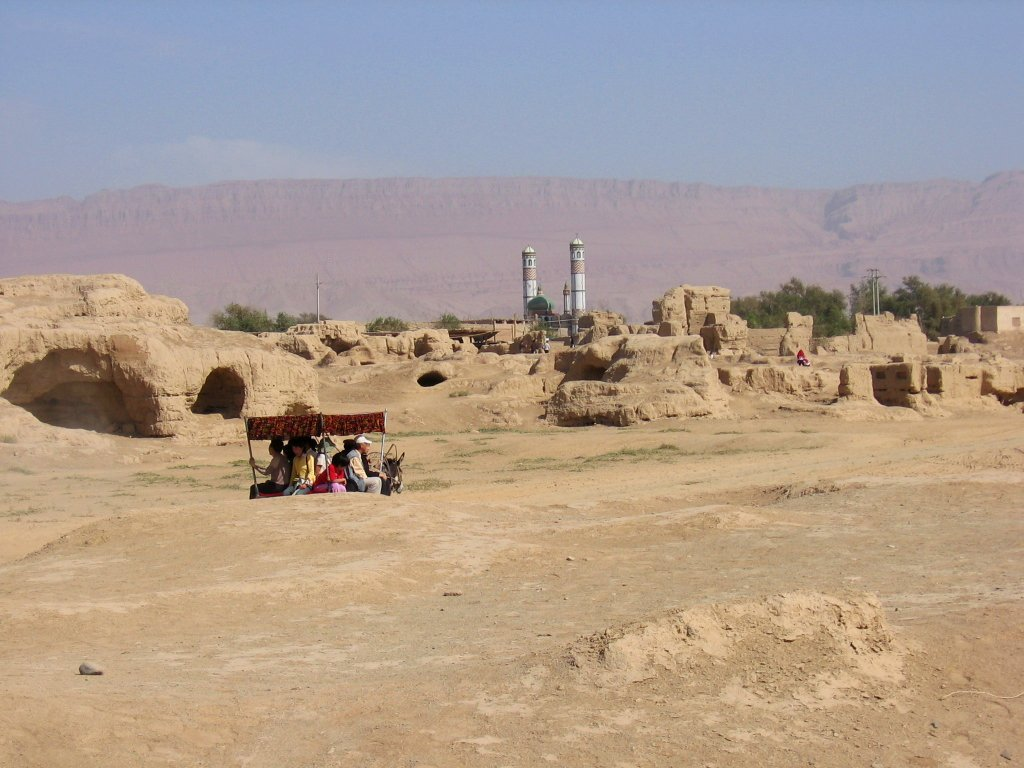
Con đường đến.
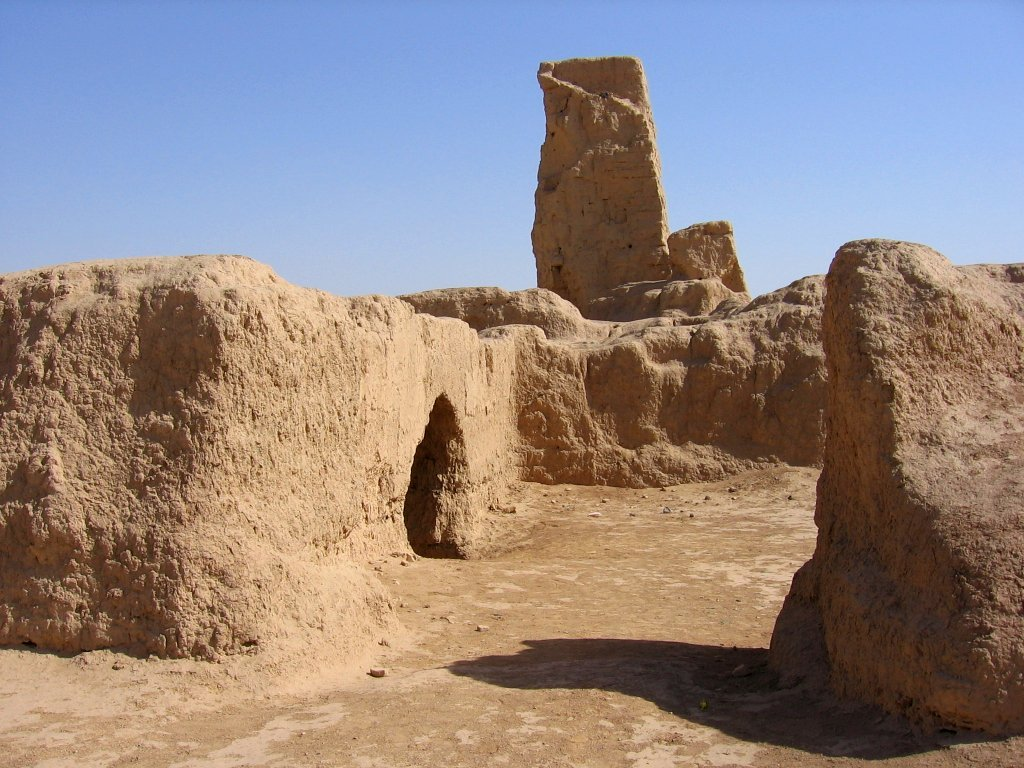
Di tích.
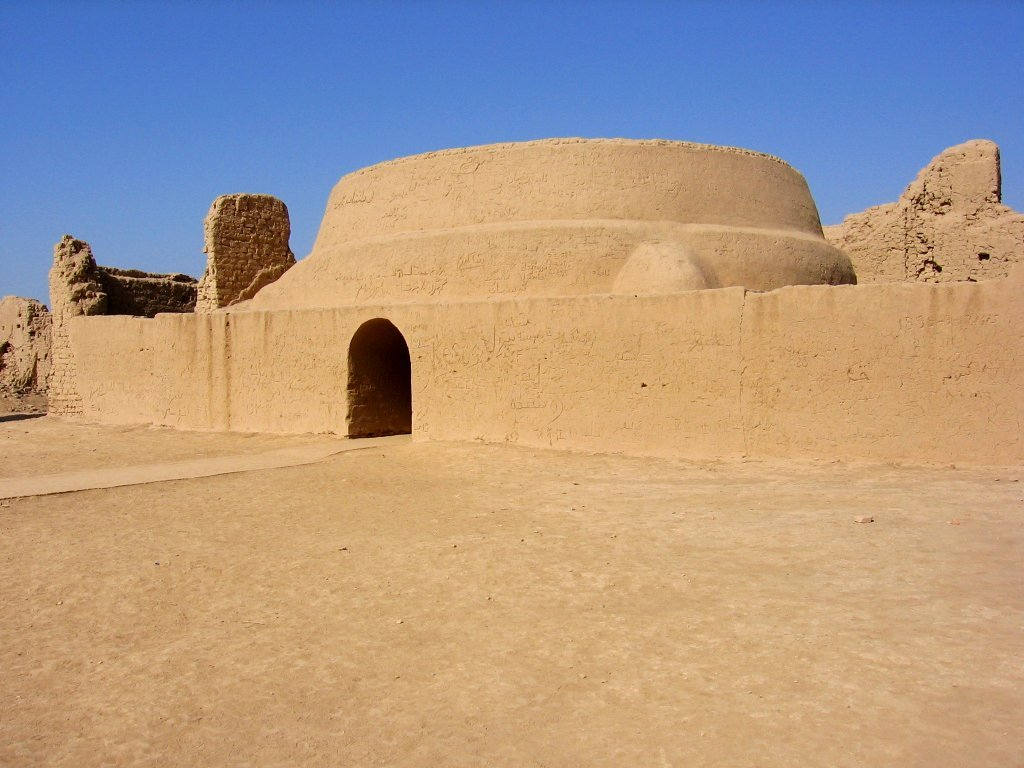
"Nhà kho chính".
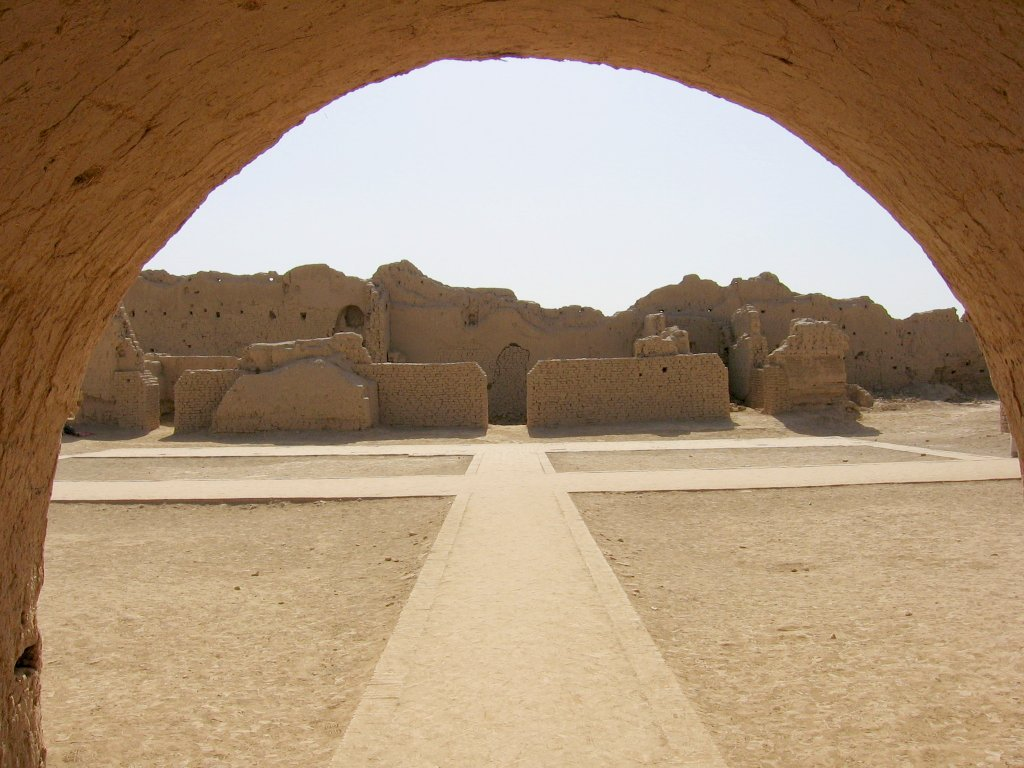
"Nhà kho chính".
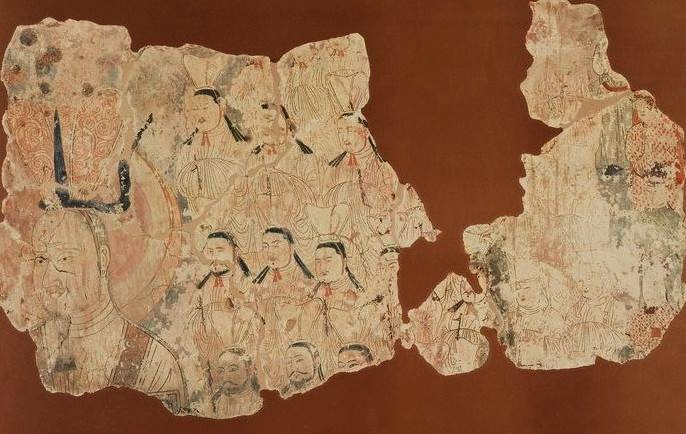
Bức họa trên tường Mani giáo.